# Nánási Pál
Nánási Pál (Budapest, 1973. augusztus 16.) magyar fotós, vlogger és gasztrovállalkozó.

## Munkássága
Neve a Playboy férfimagazinból ismert, ahol profi aktfotósként dolgozott. Nánási karrierje csúcsán olyan modellek álltak már a kamerája előtt, mint Tóth Gabi, Hargitai Bea, Bódi Sylvi és Dundika. 2013-ban napvilágra került, hogy Nánásit beválasztották a Viasat3 által indított műsorba a Címlaplányba ahol zsűritagként tevékenykedett.

## Magánélete
2008-ban ismerkedett meg Ördög Nórával, 2010-ben vette őt feleségül. 2013-ban született meg első gyermekük, Mici. 2014. márciusában egy interjú alkalmával bejelentették, hogy már második gyermekük várják. 2014. augusztus 3-án született meg Vencel.